# Januari 2009
| Januari 2009 |
| Månader under 2009: Januari · Februari · Mars · April · Maj · Juni · Juli · Augusti · September · Oktober · November · December ← December 2008 · Januari 2010 → |

## Händelser
- 1  januari
  - Euron införs i Slovakien.[1]
  - Norge tillåter samkönat äktenskap.
  - Sri Lanka: landets armé intar staden Kilinochchi som var ett fästa för de tamilska befrielsetigrarna.
  - En brand utbryter på en nattklubb i Bangkok, Thailand och dödar 61 personer.
- 2 januari
  - Ett svenskt charterplan med 150 passagerare landar som första europeiska flygplan på Bagdad International Airport sedan 1990.
  - Världens äldsta levande människa avlider. Maria de Jesus, 115 år.
- 3 januari
  - Dakarrallyt 2009 börjar i Buenos Aires, Argentina
- 4 januari
  - En självmordsbombning äger rum i Dera Ismail Khan, Pakistan och kräver sex dödsoffer och skadar 21 personer.
- 5 januari
  - USA:s president Barack Obama nominerar Leon Panetta till att bli CIA:s nästa VD

### Fotnoter
1. ↑  ”Valutakurser”. Sveriges riksbank. http://www.riksbank.se/sv/Rantor-och-valutakurser/Forklaring-till-serierna/Valutakurser/. Läst 11 september 2016.